# Non aprite quella morta
Non aprite quella morta (Terror is Our Business: Dana Roberts' Casebook of Horrors) è una raccolta di racconti degli scrittori statunitensi Joe R. e Kasey Lansdale.
I primi quattro racconti hanno per protagonista esclusiva l'investigatrice del sopranormale Dana Roberts e sono stati scritti esclusivamente da Joe R. Lansdale. Gli ultimi tre, che hanno per protagonista Jana Davis (con Dana coprotagonista degli ultimi due) sono stati scritti a quattro mani da Joe R. e sua figlia Kasey.
Il titolo italiano non è la traduzione di quello originale (che significa "Il terrore è affar nostro: il libro dei casi dell'orrore di Dana Roberts") ma riecheggia quello del film horror Non aprite quella porta, che tuttavia non ha alcun rapporto con i racconti della raccolta.

## Racconti di Joe R. Lansdale

### Il Caso del Faro Infestato
Pubblicato col titolo originale The Case of the Lighthouse Shambler nel 2011.
Trama
Dana Roberts, una nota investigatrice del soprannaturale (o, come preferisce chiamarlo, del "sopranormale"), viene invitata a parlare di una sua esperienza per intrattenere i soci di un club esclusivo. Sceglie quindi di raccontare quello che chiama il Caso del Faro Infestato.
Dana fu contattata dal proprietario di un faro sulla costa del Golfo del Messico, che era convinto che la costruzione fosse infestata. Come da prassi, mandò avanti i suoi assistenti Nora Sweep e Gary Martin per controllare che le anomalie non fossero spiegabili in modo naturale. Avuto il loro parere, si recò sul posto e percepì una presenza ostile, cosa che la spinse  a fare delle ricerche sulla storia del luogo: scoprì così che nel XVII secolo c'era stato il naufragio di una nave, i membri del cui equipaggio erano stati trovati barbaramente uccisi, tranne uno, un marinaio di nome Greenberg, che disse che i suoi compagni erano caduti vittime di un jinn che un mago orientale gli aveva dato per proteggerlo. Dana decise quindi che il jinn doveva essere fermato e, attraverso un rituale sincretico che faceva uso di oggetti magici o benedetti da ministri di vari culti, riuscì a intrappolarlo in uno specchio, essendo andato perduto il vaso in cui era contenuto in origine.

### Il Caso dell'Ombra in Agguato
Pubblicato col titolo originale The Case of the Staking Shadow nel 2011.
Trama
Dana è di nuovo invitata a offrire uno dei suoi racconti al club, e ne sceglie uno avvenuto molto tempo prima che segnò l'inizio della sua attività d'investigatrice del sopranormale.
Un giorno d'estate di molti anni prima, la tredicenne Dana stava giocando a nascondino con i cugini nella tenuta della zia, quando vide l'ombra spettrale di un bambino uscire da uno strano albero a forma di H. La visione dell'ombra le fu confermata la sera stessa da sua cugina Jane, che molti anni dopo, divenuta la proprietaria della tenuta, tornò per sondarne il mistero, informando di ciò anche Dana, che la raggiunse sul posto. Le due cugine passarono sotto la struttura ad H dell'albero (che doveva rappresentare un portale dimensionale); Jane fu abbrancata da un mostro fatto di carne secca e ossa umane prese dalle sue vittime, ma Dana riuscì a strappargliela usando un puntatore laser; uscite dal portale, cosparsero l'albero di benzina e gli diedero fuoco.

### Il Caso dei Quattro Acri Infestati
Pubblicato col titolo originale The Case of the Four Acre Haunt nel 2014.
Trama
La vigilia di Natale, Dana Roberts è invitata al club come ospite. Quando qualcuno chiede una storia, la donna si fa avanti per raccontare una sua esperienza accaduta in quel tempo dell'anno.
I suoi amici Karen e Jim, che si erano stabiliti da poco nella casa costruita su un loro appezzamento di quattro acri, avevano la percezione che vi fosse con loro una presenza maligna. Fu proprio mentre Dana era a cena con loro che questa apparve in modo evidente, sotto la forma dell'ombra di un vecchio dal naso adunco.
La vigilia di Natale, Dana compì con i suoi assistenti un elaborato rituale per esorcizzare l'ombra, che tuttavia arrivò faccia a faccia con la donna (salvata all'ultimo momento da Nora) e poi se ne andò. Mostrando le riprese video della notte passata a Karen e Jim, questi riconobbe nell'ombra le fattezze di Garren McDowell, un vecchio aborrito dai suoi parenti di cui aveva curato l'esecuzione testamentaria ricevendo come compenso una sua proprietà immobiliare. Jim aveva fatto smantellare la casa che v'insisteva, costruita in legname pregiato, e aveva utilizzato questo per erigere la propria.
Per liberarsi dall'infestazione, Karen e Jim vendettero per poco prezzo i quattro acri a Dana, dopodiché la casa fu distrutta da un incendio doloso.

### Il Caso del Viaggiatore Furioso
Pubblicato col titolo originale The Case of the Angry Traveler nel 2013.
Trama
Al club, Dana racconta di un caso avvenutole in una grande città della Costa Orientale. Era stata contattata da Frank, un disinfestatore che aveva trovato nel bagno di un appartamento un grosso topo che aveva nella pancia un pezzo di dito umano, probabilmente strappato a un senzatetto che si riparava nelle fogne.
Frank, sceso nella rete fognaria (buona parte della quale costruita al livello della città sette-ottocentesca) trovò i resti di un massacro di esseri umani avvenuto poco tempo prima, dai quali probabilmente si era cibato il topo, ma il cui responsabile doveva essere una creatura molto più grande. Dana si convinse così a fare una spedizione nel sottosuolo con Nora e Gary, guidata da Frank, finché non vennero a contatto con la presenza, che l'investigatrice definì "i resti astrali di qualcosa di morto". Tornati in superficie, Nora disse di aver decifrato un'iscrizione che aveva filmato e che avrebbe attestato un antico atterraggio di un'astronave aliena; Dana pensò quindi che i "resti astrali" appartenessero a un viaggiatore extraterrestre.
Per combattere attivamente la minaccia il gruppo tornò nel sottosuolo, stavolta accompagnato anche da Raymond (l'assistente di Frank), Fritz e Jake (due uomini massicci assunti da Frank come guardie del corpo). La presenza, che fece strazio di Fritz e Jake, si rivelò appartenere a un alieno ancora vivo, incatenato ad una roccia come Prometeo. Dana, come se stesse compiendo un atto di pietà, pose fine alla sua sofferenza con un lanciafiamme.

## Racconti di Joe R. e Kasey Lansdale

### Amore Cieco
Pubblicato col titolo originale  Blind Love nel 2014.
Trama
Jana è invitata dalla sua amica Erin a partecipare a un "Eye Gazing Part", una sorta di speed date in cui ci si guarda negli occhi anziché parlare. Con sua sorpresa, tutte le altre tredici partecipanti, compresa Erin, hanno indicato come prima scelta un uomo che per lei non ha alcun'attrattiva.
Tornata nel luogo dell'incontro per recuperare il cappotto, trova la scheda del tombeur de femmes, che ha dato come nome John Roe e vive presso uno sfasciacarrozze. Dato che non riesce a contattare Erin, Jana decide di andare a cercarla presso Roe (che ha soprannominato "Tredici"), vicino alla cui abitazione nota anche le auto delle altre partecipanti all'incontro. Intrufolatasi in casa, si trova davanti Tredici e in un riflesso vede il suo vero aspetto, quello di un mostro con un unico, enorme occhio. Fugge da lui e si nasconde in un ripostiglio, dove vede appesi i vestiti delle altre donne, al cui interno si trovano le pelli delle proprietarie che appaiono come svuotate del loro contenuto. Jana riesce poi a far cadere Tredici, il cui corpo si disfa in un vortice di polvere, che torna a riempire le pelli delle donne, le quali così si rianimano, del tutto ignare di quanto è successo.

### Il Caso del Muro Sanguinante
Pubblicato col titolo originale The Case of the Bleeding Wall nel 2016.
Trama
Grazie alla sua relazione con Tom, un membro del club al quale Dana Roberts racconta le sue esperienze, Jana entra in contatto con l'investigatrice del sopranormale, che l'invita a  farle da assistente, durante le ferie di Nora e Gary, per un incarico che deve svolgere in Italia.
Giunte a Roma, Dana presenta a Jana il committente del lavoro: si tratta di un affascinante italiano collezionista d'arte di nome Carlo, col quale aveva avuto una relazione anni prima. Egli sospetta che la sua casa poco fuori Roma, nella quale è morta la sua promessa sposa Cinzia, sia infestata. Una parete della sala grande, di fronte a statue dall'aspetto inquietante, è costituita da un antico muro, che contrasta con l'aspetto moderno dell'edificio. 
Dana manda Jana a procurarsi dei manufatti magici, cosa che rappresenta una sorta d'esame, così da iniziare i preparativi per il rituale. Vito, l'autista di Carlo, informa le due donne che Cinzia è sepolta in giardino, in un sarcofago di cemento mimetizzato come una panchina. Dana, rimasta sola con Jana, le rivela di aver capito solo allora il vero piano di Carlo: si tratterebbe di evocare un demone perché faccia tornare Cinzia dal mondo dei morti, offrendo in sacrificio loro due. E in effetti, dalla camera accanto odono Carlo che recita una strana cantilena, dopodiché dal muro emerge una figura demoniaca. Appare anche Cinzia; per rispedirla da dove viene, Jana beve una pozione che permette di trasferirsi con la coscienza nella dimensione dell'oltretomba, e dopo una lotta forsennata in cui le ficca in bocca del sale, riesce a farla tornare nel sarcofago. Il demone afferra Jana, che era uscita dal cerchio magico di protezione; viene poi placato da Vito, suo malgrado, entrato nella sala grande pensando che tutto fosse finito e che invece viene divorato dal mostro, che avendo ricevuto la sua vittima si ritira oltre il muro. 
Carlo, comprendendo di aver perso Cinzia per sempre, si uccide con un colpo di pistola. Dopo aver cancellato le tracce, Dana e Jana lasciano la casa e passano alcuni giorni a Roma prima di ripartire per gli Stati Uniti.

### Il Caso del Tormento dell'Uomo di Stracci
Pubblicato col titolo originale The Case of the Ragman Anguish nel 2018, espressamente per la raccolta in questione.
Trama
Dana e Jana si recano a Mainland, una cittadina del Texas orientale, per un incarico da parte del sindaco, James Hightower, che spiega loro che da qualche tempo viene avvistato in città un uomo senza volto avvolto di stracci che si muove in modo innaturale, e che ad ogni avvistamento corrisponde una morte improvvisa, spesso per incidente stradale. Dato che alcuni dei testimoni sono parenti del sindaco, Dana raccomanda a lui e ai suoi famigliari di restare in casa, protetti da una barriera di polvere goofer. Daba e Jana sentono i testimoni: il pescatore ubriacone Danton, cognato del sindaco, e Jonquil Blume, una donna che abita vicino a un cimitero di automobili, nel quale ha visto l'Uomo di Stracci. Fanno poi visita al proprietario di questo cimitero, un anziano di nome Tom Craw che vive in una casa di riposo, il quale si mostra particolarmente reticente. Le due donne entrano perciò di notte nella discarica delle auto; Dana esegue un rituale che permetterà loro di avere visioni del passato. Assistono così a una scena in cui alcuni uomini e una donna, abbigliati secondo la moda degli anni Cinquanta, compiono un sacrificio umano invocando Yog-Sothoth e seppelliscono la vittima sotto un'automobile.
L'indomani Dana e la sua assistente tornano alla casa di riposo e v'incontrano Gladys Knight, una vecchietta ancora arzilla benché ammalata di cancro, che si mostra più aperta di Tom alla loro richiesta d'informazioni. Ammette che a suo tempo, assieme a Tom e ad altri, compì il rito per chiedere agli Antichi lunga vita e prosperità, e che la vittima (tornata sotto la forma dell'Uomo di Stracci) era Jimmy Grate, un giovane bizzarro che lavorava all'orologio del municipio, del quale Jana e Dana hanno visto l'ombra in una foto d'epoca conservata nell'ufficio del sindaco. Il fatto che sia tornato potrebbe dipendere da un indebolimento dell'incantesimo, così Gladys si offre di collaborare per cercare un rimedio, forzando anche Tom a prendervi parte.
Dana effettua un incantesimo per evocare, confinandolo in una cerchio protettivo, l'Uomo di Stracci, che emerge seguito dall'Antico. Per placare queste entità, Gladys e Tom si gettano volontariamente oltre la barriera.
L'indomani, l'ombra di Jimmy è sparita dalla foto nell'ufficio del sindaco.

## Edizioni
- (EN) Joe R. Lansdale e Kasey Lansdale, Terror is Our Business: Dana Roberts' Casebook of Horrors, Cutting Block Books, 2018, ISBN 978-1-7320090-0-4.
- Joe R. e Kasey Lansdale, Non aprite quella morta, collana Stile Libero Big, traduzione di Luca Briasco, Torino, Einaudi, 2022, ISBN 978-88-06-25202-1.